# Lucio Calvenzio Vetere Gaio Carminio
Lucio Calvenzio Vetere Gaio Carminio (in latino: Lucius Calventius Vetus Gaius Carminius; Opitergium?, 9 circa – dopo il 64/65?) è stato un magistrato e senatore romano, console dell'Impero romano.

## Biografia
Il nome completo di Vetere è stato rivelato da una rilettura di una tavoletta pompeiana: per lungo tempo, si è ritenuto che esso fosse semplicemente Lucius Calventius Vetus Carminius. La struttura del nome fa sospettare che egli fosse in origine un Gaius Carminius (Vetus?) adottato da un Lucius Calventius. Dal momento che la maggior parte dei Carminii è attestata nella città di Opitergium, è stato proposto che la ricca famiglia biologica di Vetere, collegata anche al saltus Carminianensis presente nel territorio apulo di Arpi, provenisse da Opitergium: forse del suo padre biologico sono i bolli di Gaius Carminius ritrovati su anfore vinarie adriatiche e forse su tegole di età protoaugustea.
Incerti sono i primi passi della carriera di Vetere, homo novus entrato verosimilmente in senato sotto Tiberio. È stato proposto che un'epigrafe sepolcrale romana, mutila soltanto del nome del dedicatario, sia da riferire a lui, nonostante alcuni dubbi: in questo caso, Vetere sarebbe stato Xvir stlitibus iudicandis, questore, tribuno della plebe, pretore, curator locorum publicorum e praefectus frumenti dandi, oltre che membro del collegio sacerdotale dei XVviri sacris faciundis.
In ogni caso, è noto per Vetere un mandato come legatus Augusti pro praetore della provincia di Lusitania, per cui egli è attestato nel 44. Incerta rimane però la durata del mandato: qualora l'epigrafe sepolcrale appartenga a Vetere, egli dovette essere legato di Lusitania nel 41, al momento del passaggio di potere tra Caligola e Claudio, essendo menzionato nell'epigrafe come legatus Caesarum. Géza Alföldy ha proposto che Vetere possa essere stato il diretto successore di Gaio Ummidio Durmio Quadrato ed essere entrato in carica nel 39 per rimanervi fino al 44, ritenuto quindi l'anno finale di carica; Ursula Vogel-Weidemann, nella sua opinione che l'epigrafe sepolcrale non appartenga a Vetere, ritiene che il 44 fosse l'anno d'inizio del mandato, conclusosi entro il 46, quando è attestato Marco Porcio Catone. In ogni caso, durante il mandato in Lusitania, Vetere dovette avere un figlio, che fu infatti chiamato Lucio Carminio Lusitanico.
In seguito, Vetere arrivò al vertice dello stato romano: egli è infatti attestato come console suffetto al fianco del princeps Claudio in persona (rimasto in carica tutto l'anno) per i mesi di settembre e ottobre del 51, venendo sostituito a inizio novembre da Tito Flavio Vespasiano.
L'ultimo incarico menzionato dall'epigrafe sepolcrale è un proconsolato d'Africa: nel caso l'epigrafe si riferisca a lui, Vetere sarebbe stato proconsole tra 64/65 e 66/67.
La famiglia di Vetere rimase però sempre vicina al potere imperiale: Vetere ebbe infatti da moglie ignota Lucio Carminio Lusitanico, console suffetto dell'81, e Sesto Carminio Vetere, console suffetto nell'83. Il secondo ebbe come figlio l'omonimo Sesto Carminio Vetere, console ordinario del 116, il quale a sua volta generò l'omonimo Sesto Carminio Vetere, console ordinario del 150.